# Eduardo Malásquez
Eduardo Hugo Malásquez Maldonado (Lima, 1958. augusztus 30. –) válogatott perui labdarúgó, középpályás.

## Pályafutása

### Klubcsapatban
1976 és 1982 között a Deportivo Municipal, 1982 és 1984 között a kolumbiai Independiente, 1985-ben ismét a Deportivo Municipal, 1986-ban újra az Independiente, 1987-ben az Universitario labdarúgója volt. 1988–89-ben a mexikói Atlas játékosaként fejezte be az aktív labdarúgást. Az Universitarióval egy perui bajnoki címet nyert.

### A válogatottban
1979 és 1987 között 33 alkalommal szerepelt a perui válogatottban és két gólt szerzett. Részt vett az 1982-es spanyolországi világbajnokságon. Tagja volt az 1983-as Copa Américán bronzérmes csapatnak.

## Sikerei, díjai
Peru
- Copa América
  - bronzérmes: 1983

 Universitario
- Perui bajnokság
  - bajnok: 1987